# 42ste Césaruitreiking
De 42ste Césaruitreiking, waarbij prijzen werden uitgereikt aan de beste prestaties in Franse films in 2016, vond plaats op 24 februari 2017 in de Salle Pleyel in Parijs. De ceremonie werd georganiseerd door de Académie des arts et techniques du cinéma. De nominaties werden bekendgemaakt op 24 januari 2017.

## Winnaars en genomineerden

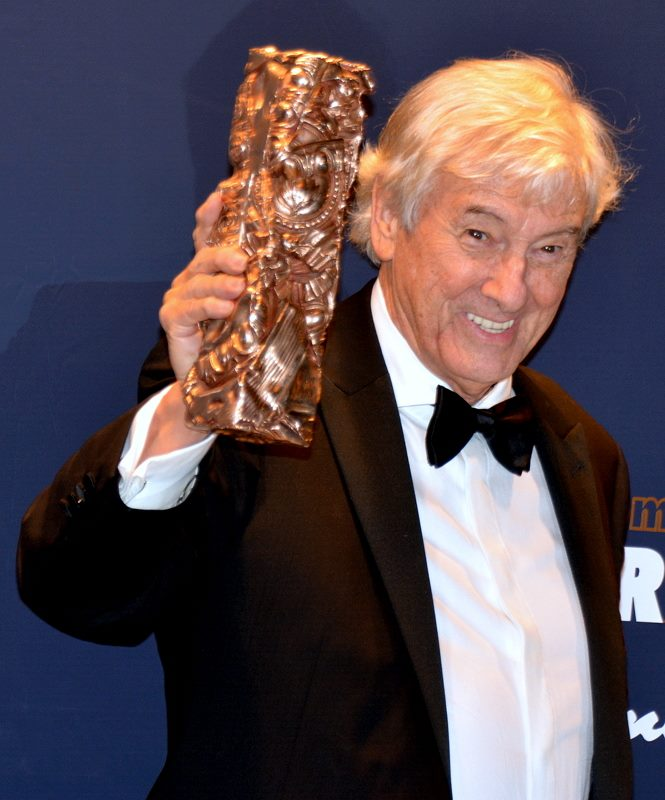
Paul Verhoeven, beste film

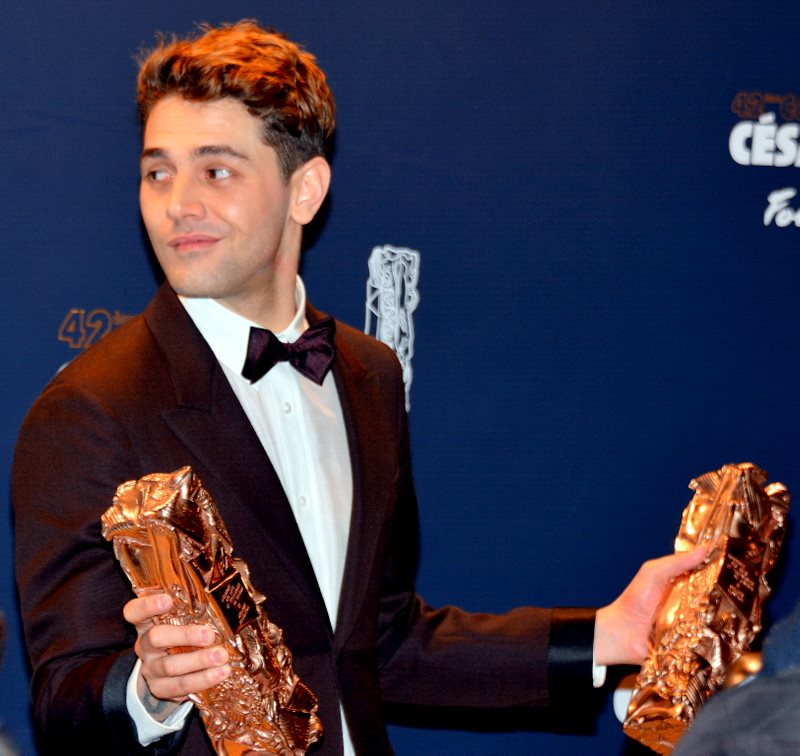
Xavier Dolan, beste regie en beste montage

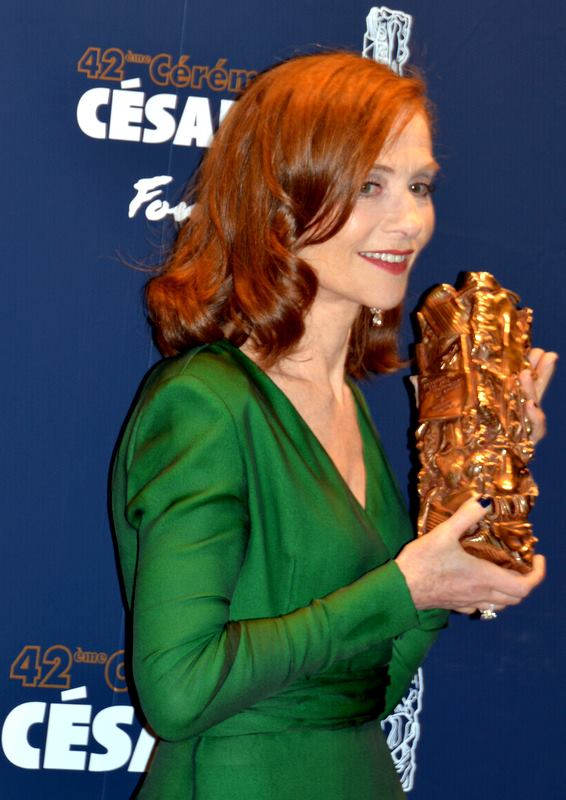
Isabelle Huppert, beste actrice

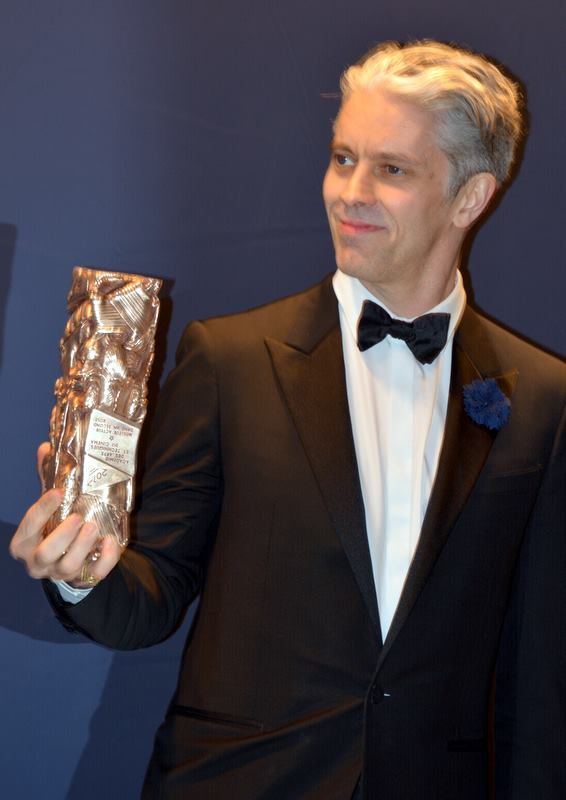
James Thierrée, beste acteur in een bijrol

### Beste film
- Elle van Paul Verhoeven
  - Divines van Houda Benyamina
  - Frantz van François Ozon
  - Les Innocentes van Anne Fontaine
  - Ma Loute van Bruno Dumont
  - Mal de pierres van Nicole Garcia
  - Victoria van Justine Triet

### Beste regisseur
- Xavier Dolan - Juste la fin du monde
  - Houda Benyamina - Divines
  - François Ozon - Frantz
  - Bruno Dumont - Ma Loute
  - Anne Fontaine - Les Innocentes
  - Nicole Garcia - Mal de pierres
  - Paul Verhoeven - Elle

### Beste acteur
- Gaspard Ulliel - Juste la fin du monde
  - François Cluzet - Médecin de campagne
  - Pierre Deladonchamps - Le Fils de Jean
  - Nicolas Duvauchelle - Je ne suis pas un salaud
  - Fabrice Luchini - Ma Loute
  - Pierre Niney - Frantz
  - Omar Sy - Chocolat

### Beste actrice
- Isabelle Huppert - Elle
  - Judith Chemla - Une vie
  - Marion Cotillard - Mal de pierres
  - Virginie Efira - Victoria
  - Marina Foïs - Irréprochable
  - Sidse Babett Knudsen - La Fille de Brest
  - Soko - La Danseuse

### Beste acteur in een bijrol
- James Thierrée - Chocolat
  - Gabriel Arcand - Le Fils de Jean
  - Vincent Cassel - Juste la fin du monde
  - Vincent Lacoste - Victoria
  - Laurent Lafitte - Elle
  - Melvil Poupaud - Victoria

### Beste actrice in een bijrol
- Déborah Lukumuena - Divines
  - Nathalie Baye - Juste la fin du monde
  - Valeria Bruni Tedeschi - Ma Loute
  - Anne Consigny - Elle
  - Mélanie Thierry - La Danseuse

### Beste jong mannelijk talent
- Niels Schneider - Diamant noir
  - Jonas Bloquet - Elle
  - Damien Bonnard - Rester vertical
  - Corentin Fila - Quand on a 17 ans
  - Kacey Mottet-Klein - Quand on a 17 ans

### Beste jong vrouwelijk talent
- Oulaya Amamra - Divines
  - Paula Beer - Frantz
  - Lily-Rose Depp - La Danseuse
  - Noémie Merlant - Le ciel attendra
  - Raph - Ma Loute

### Beste origineel script
- Sólveig Anspach, Jean-Luc Gaget - L'Effet aquatique
  - Romain Compingt, Houda Benyamina, Malik Rumeau - Divines
  - Sabrina B. Karine, Alice Vial, Pascal Bonitzer, Anne Fontaine - Les Innocentes
  - Bruno Dumont - Ma Loute
  - Justine Triet - Victoria

### Beste bewerkt script
- Céline Sciamma - Ma vie de Courgette
  - David Birke - Elle
  - Séverine Bosschem, Emmanuelle Bercot pour La Fille de Brest
  - François Ozon - Frantz
  - Nicole Garcia, Jacques Fieschi - Mal de pierres
  - Katell Quillévéré, Gilles Taurand - Réparer les vivants

### Beste decors
- Jérémie D. Lignol - Chocolat
  - Carlos Conti - La Danseuse
  - Michel Barthélémy - Frantz
  - Riton Dupire-Clément - Ma Loute
  - Katia Wyszkop - Planetarium

### Beste kostuums
- Anaïs Romand - La Danseuse
  - Pascaline Chavanne - Frantz
  - Catherine Leterrier - Mal de pierres
  - Alexandra Charles - Ma Loute
  - Madeline Fontaine - Une vie

### Beste cinematografie
- Pascal Marti - Frantz
  - Stéphane Fontaine - Elle
  - Caroline Champetier - Les Innocentes
  - Guillaume Deffontaines - Ma Loute
  - Christophe Beaucarne - Mal de pierres

### Beste montage
- Xavier Dolan - Juste la fin du monde
  - Loïc Lallemand et Vincent Tricon -  Divines
  - Job ter Burg - Elle
  - Laure Gardette - Frantz
  - Simon Jacquet - Mal de pierres

### Beste geluid
- Marc Engels, Fred Demolder, Sylvain Réty, Jean-Paul Hurier - L'Odyssée
  - Brigitte Taillandier, Vincent Guillon, Stéphane Thiébaut - Chocolat
  - Jean-Paul Mugel, Alexis Place, Cyril Holtz, Damien Lazzerini - Elle
  - Martin Boissau, Benoît Gargonne, Jean-Paul Hurier - Frantz
  - Jean-Pierre Duret, Syvlain Malbrant, Jean-Pierre Laforce - Mal de pierres

### Beste filmmuziek
- Ibrahim Maalouf - Dans les forêts de Sibérie
  - Gabriel Yared - Chocolat
  - Anne Dudley - Elle
  - Philippe Rombi - Frantz
  - Sophie Hunger - Ma vie de Courgette

### Beste debuutfilm
- Divines van Houda Benyamina
  - Cigarettes et Chocolat chaud van Sophie Reine
  - La Danseuse van Stéphanie Di Giusto
  - Diamant noir van Arthur Harari
  - Rosalie Blum van Julien Rappeneau

### Beste animatiefilm
- Ma vie de Courgette
  - La Jeune Fille sans mains
  - La Tortue rouge

### Beste documentaire
- Merci Patron ! van François Ruffin
  - Dernières nouvelles du cosmos van Julie Bertucelli
  - Fuocoammare van Gianfranco Rosi
  - Swagger van Olivier Babinet
  - Voyage à travers le cinéma français van Bertrand Tavernier

### Beste buitenlandse film
- I, Daniel Blake van Ken Loach ()
  - Bacalaureat van Cristian Mungiu ()
  - La Fille inconnue van Jean-Pierre en Luc Dardenne ()
  - Juste la fin du monde van Xavier Dolan ()
  - Aquarius van Kleber Mendonça Filho ()
  - Manchester by the Sea van Kenneth Lonergan ()
  - Toni Erdmann van Maren Ade ( )

### Beste korte film
- Celui qui a deux âmes van Fabrice Luang-Vija
  - Café froid van François Leroy en Stéphanie Lansaque
  - Journal animé van Donato Sansone
  - Peripheria van David Coquard-Dassault

### Ere-César(César d'honneur)
George Clooney

## Films met meerdere nominaties
De volgende films ontvingen meerdere nominaties:
| Nominaties | Film                  | Césars |
| ---------- | --------------------- | ------ |
| 11         | Elle                  | 2      |
| 11         | Frantz                | 1      |
| 9          | Ma Loute              |        |
| 8          | Mal de pierres        |        |
| 7          | Divines               | 3      |
| 6          | Juste la fin du monde | 3      |
| 6          | La Danseuse           | 1      |
| 5          | Chocolat              | 2      |
| 5          | Victoria              |        |
| 4          | Les Innocentes        |        |
| 3          | Ma vie de Courgette   | 2      |
| 2          | Diamant noir          |        |
| 2          | Quand on a 17 ans     |        |
| 2          | La Fille de Brest     |        |
| 2          | Le Fils de Jean       |        |
| 2          | Une vie               |        |